# Style néo-russe

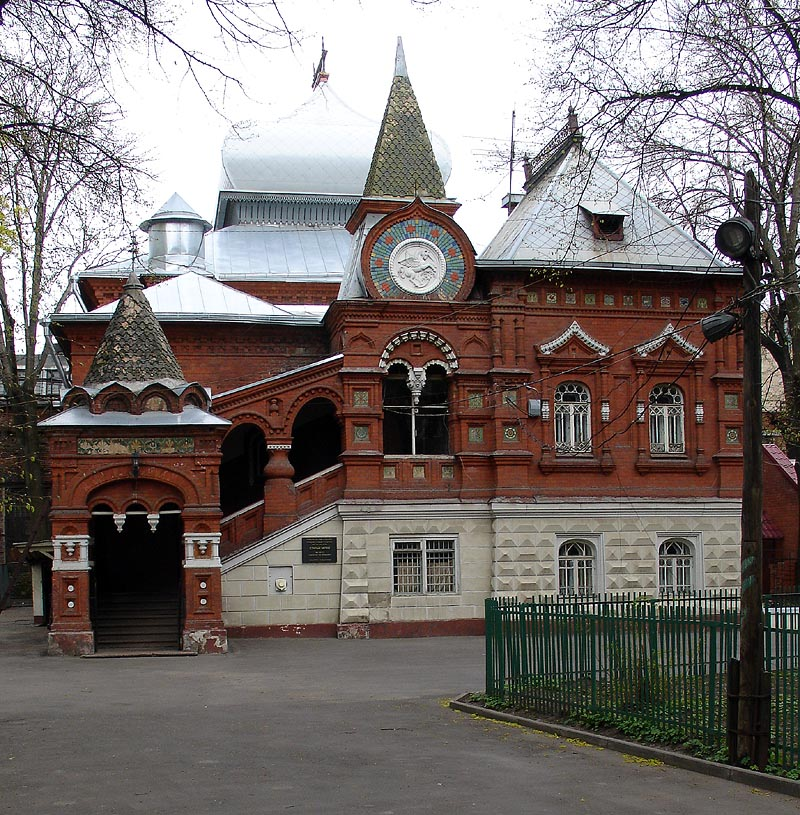
Ancien hôtel particulier de Piotr Chtchoukine, devenu musée Timiriazev (Moscou).

Le style néo-russe ou style russo-byzantin ou style pseudo-russe (en russe : псевдорусский стиль, неорусский стиль), sont des noms génériques conventionnels qui désignent une tendance de l'architecture russe du XIXe siècle et du début du XXe siècle à l'éclectisme, fondé à la fois sur l'utilisation des traditions de l'architecture ancienne et de l'art populaire, associés à des éléments de l'architecture byzantine ,.
Ce style russe est né dans le cadre de la résurgence de l'intérêt pour les architectures nationales dans l'ensemble de l'Europe, et représente, en l'espèce, l'interprétation et la stylisation architecturale spécifiquement russe. Avec habileté, le style russe s'est successivement combiné avec d'autres styles depuis le romantisme de la première moitié du XIXe siècle jusqu'au style moderne et à l'Art nouveau

## Terminologie
La terminologie qui désigne la direction prise par l'architecture russe durant la seconde moitié du XIXe siècle et au début du XXe siècle et qui est associée à la recherche d'un style national distinct, est encore relativement imprécise et les différents phénomènes existant dans le sens de cette recherche ne sont pas différenciés.
Apparue au début du XIXe siècle, la dénomination style russo-byzantin , qui est actuellement souvent raccourcie en « style byzantin », désigne différents types d'architecture nationale, tels que « l'architecture tonesque » (d'après le nom de l'architecte Constantin Thon), qui n'a rien à voir avec des édifices d'architecture byzantine, comme les édifices imitant par leur aspect les architectures du Caucase ou des Balkans. Introduit dans la seconde moitié du XIXe siècle le terme « style russe » rassemblait encore des phénomènes plus différents, depuis de petites cours de banlieue construites dans les années 1830 dans un « style paysan », pour idéaliser la vie paysanne, jusqu'à de massives constructions en bois dans des parcs ou des pavillons d'expositions des années 1870, mais encore de grands bâtiments publics des années 1880.
Au début du XXe siècle, l'ensemble des phénomènes apparus dans l'architecture au XIXe siècle et liés à des recherches sur l'identité nationale russe est désigné par les termes style pseudo-russe (terme utilisé par Vladimir Kourbatov (1878-1957)), par opposition au style néo-russe. En même temps que ces termes pseudo-russes, déjà porteurs d'un jugement de valeur, apparaît une autre expression au ton encore plus négatifs mais pour désigner le même phénomène c'est le « style faux-russe »,,.
La question de la genèse du mot style néo-russe (ou encore l'expression nouveau-russe) fait l'objet de controverses. Eugénie Kiritchenko, Andreï Ikonnikov et une série d'autres auteurs considèrent le style néo-russe comme une variante ou une branche nationale-romantique de l'art nouveau  ,,.
Malgré sa préférence pour la nouveauté, l'Art nouveau incluait dans son approche certains éléments du style russe qui trouvaient leur source dans les années 1880. Le style néo-russe diffère du style russe par son souci d'intégration, d'unité artistique entre la structure du bâtiment et ses composantes. Également par son goût pour les images métaphoriques en parenté spirituelle avec les racines anciennes de la nation. C'est avant tout une architecture symbolique, un signe des temps transformateur des idées. Il donne une tonalité nouvelle à l'utopie esthétique de l'Art nouveau : le renouveau des traditions esthétiques et culturelles de la nation. 
Selon Dmitri Sarabianov, le style néo-russe existait déjà comme une variante de l'Art nouveau, mais tentait de s'en libérer . Maria Nachtchokina et Elena Borissova considèrent que le style néo-russe et le style moderne (Art nouveau) ne peuvent pas être distingués l'un de l'autre,. E. Kiritchenko considère le style néo-russe comme une tendance de l'Art nouveau et le style russe comme une tendance de l'éclectisme .
D. Sarabianov, quant à lui, estime que les chercheurs ont raison de séparer le style russe et les styles néo-russes : « En fait la frontière entre ces styles c'est la ligne qui sépare l'éclectisme et le modernisme».

## Développement
L'un des premiers courants qui s'est développé dans le style pseudo-russe est celui qui est apparu dans les années 1830 sous l'appellation de style russo-byzantin. Il a reçu un soutien gouvernemental très fort parce que le style russo-byzantin incarnait l'idée de la religion orthodoxe de la continuité entre Byzance et la Russie. L'architecture russo-byzantine est caractérisée par les emprunts d'une série de techniques et de motifs à l'architecture byzantine dont les exemples les plus achevés sont ceux des projets modèles d'églises de Constantin Thon dans les années 1840. C'est lui qui fit élever la cathédrale du Christ-Sauveur de Moscou, le Grand palais du Kremlin et le palais des Armures à Moscou, mais aussi les églises de Suomenlinna, la cathédrale de l'Ascension d'Ielets, celle de Tomsk, de Rostov-sur-le-Don et de Krasnoïarsk.

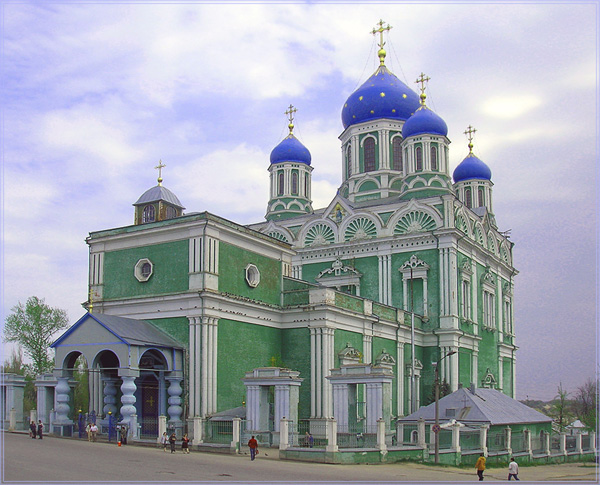
Cathédrale de l'Ascension d'Ielets.
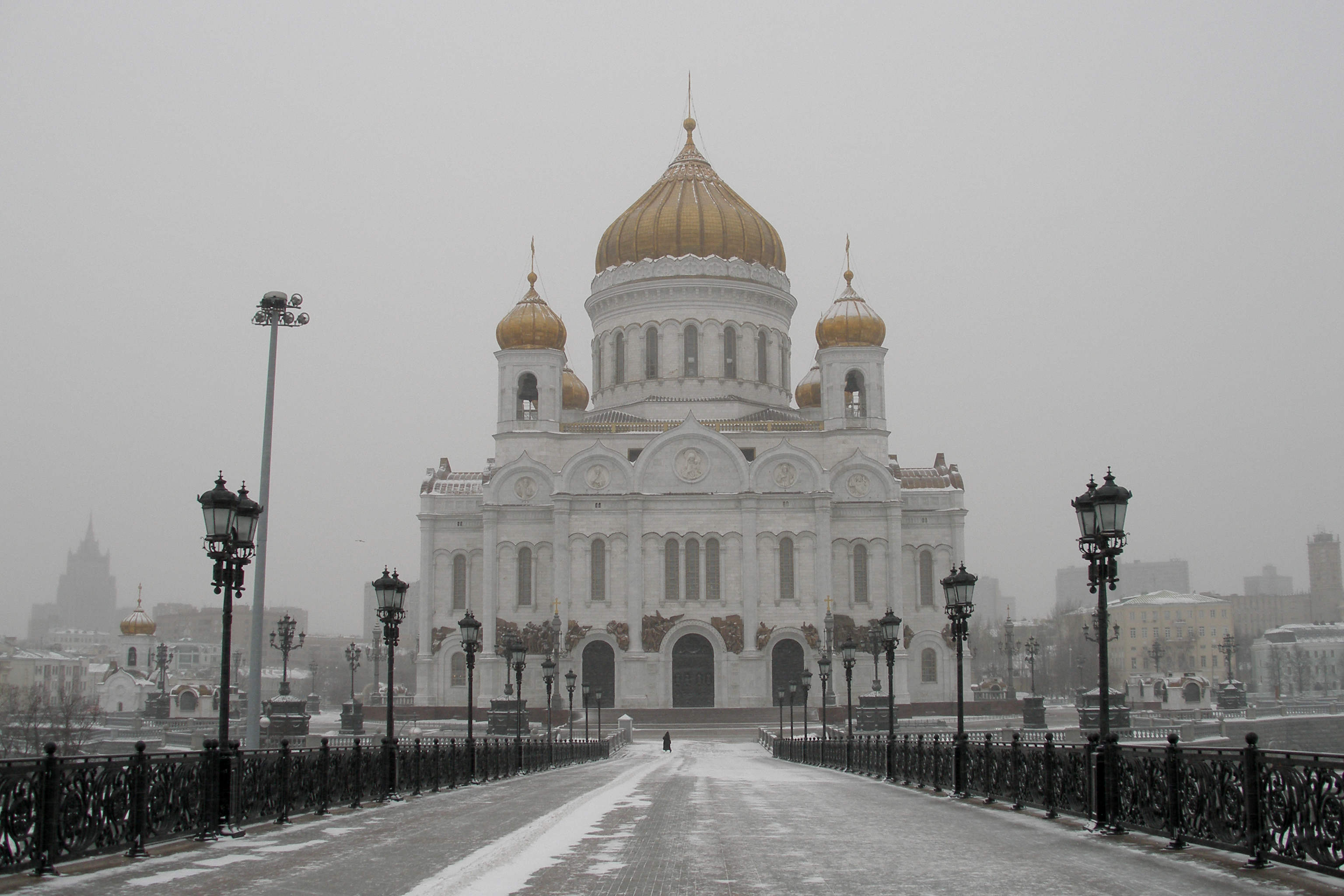
Cathédrale du Christ-Sauveur de Moscou
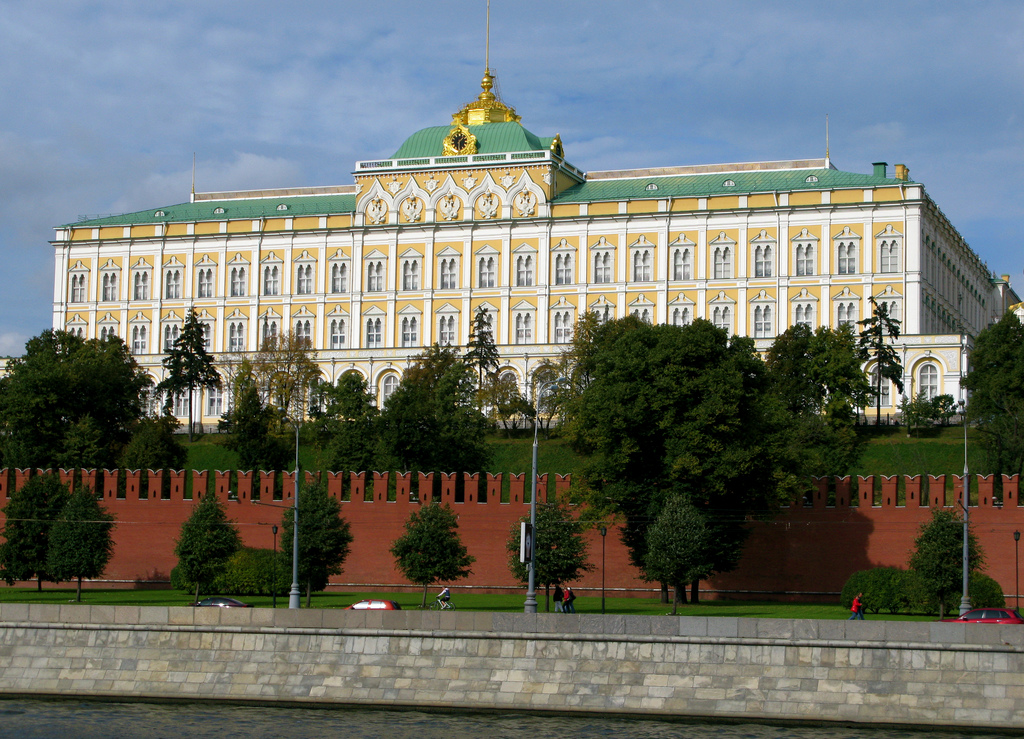
Grand palais du Kremlin

Quant au style pseudo-russe il s'est développé sous l'influence du romantisme et du slavophilisme, et est caractéristique des bâtiments utilisant des interprétations de motifs provenant de l'architecture antique. Les exemples sont nombreux parmi les constructions dues à Alexeï Gornostaïev (en). Un autre exemple de cette tendance est celui de l'« Isba Pogodinskaïa » de l'architecte Nikolaï Nikitine (1828).

### Évolution à la fin duXIXeet au début duXXesiècle

#### À la fin duXIXesiècle
Au début des années 1870, les idées populistes russes des Narodnikis réveillent un intérêt croissant dans les cercles artistiques pour la culture populaire, l'architecture paysanne et l'architecture russe des XVIe siècle et XVIIe siècle. Un des bâtiments les plus frappants du style pseudo-russe des années 1870 est le « Terem » d'Ivan Ropet à Abramtsevo près de Moscou (1873) et l'atelier de typographie de Mamontov à Moscou, construit par Viktor Hartmann (1872). Cette tendance a été promue activement par la critique d'art Vladimir Stassov, et s'est propagée dans l'architecture en bois de pavillons et de petites maisons de ville, puis aux édifices monumentaux en pierre.
Au début des années 1880, le style d'Ivan Ropet a remplacé le style officiel pseudo-russe en recopiant presque littéralement les motifs de l'architecture russe du XVIIe siècle. Les bâtiments sont construits le plus souvent en brique ou en pierre blanche et sont décorés dans le style populaire russe traditionnel. Les colonnes de cette architecture sont pansues, les plafonds sont couverts de voûtes étroites, les embrasures des fenêtres sont étroites, des fresques garnissent les murs d'ornements floraux, les carreaux de faïence sont utilisés abondamment. C'est dans ce genre que sont construits les étages des galeries commerciales de l'actuel bâtiment du Goum (1890-1893), par son architecte (Alexandre Pomerantsev (en)), le bâtiment du Musée historique d'État de Moscou (1875—1881, architecte Vladimir Sherwood (en)), l'ensemble de la Place Rouge à Moscou, et le Savvinskoïe Podvorïe de l'architecte Ivan Kouznetsov (ce dernier au début du XXe siècle).

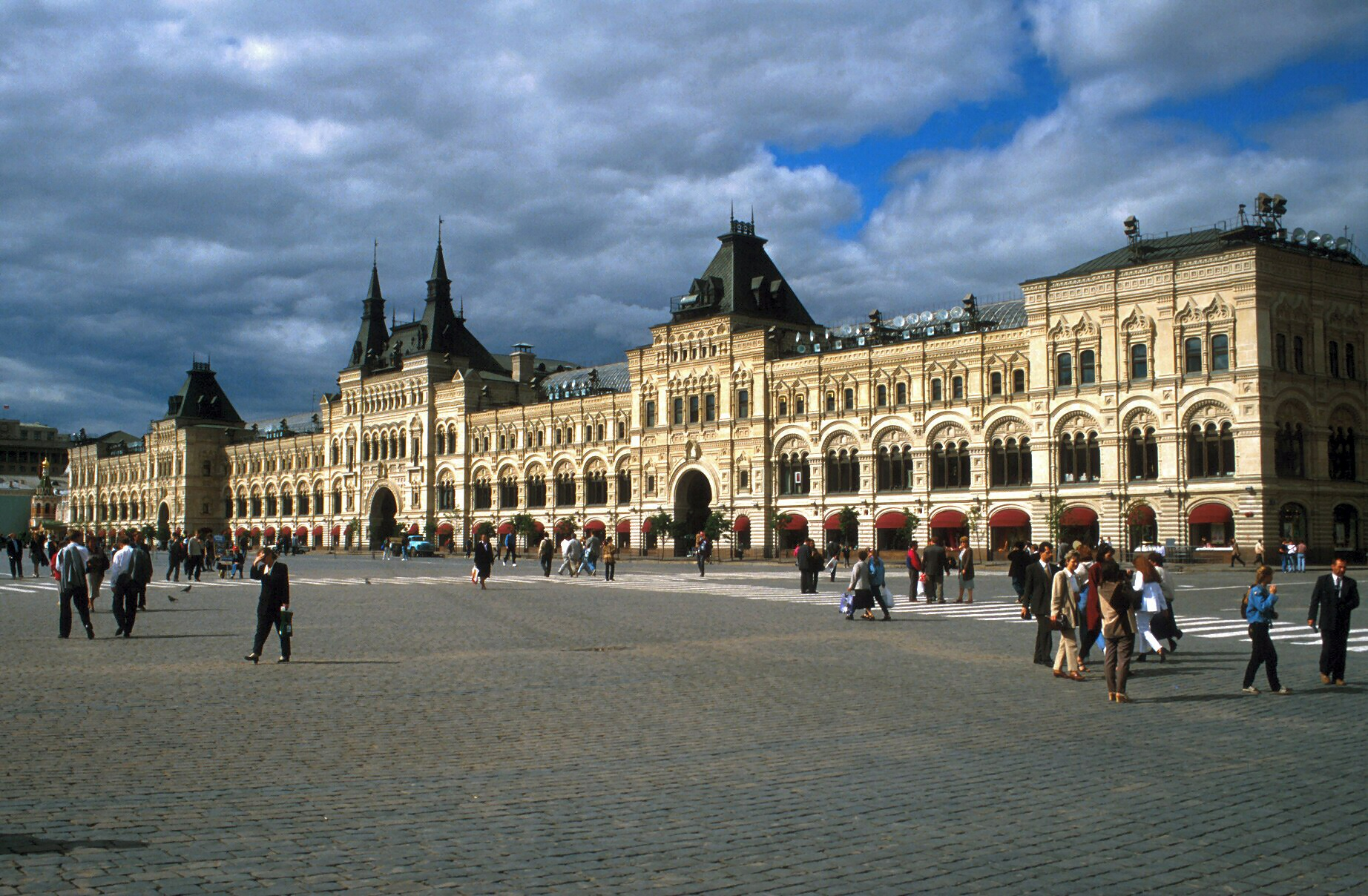
Le Goum à Moscou.
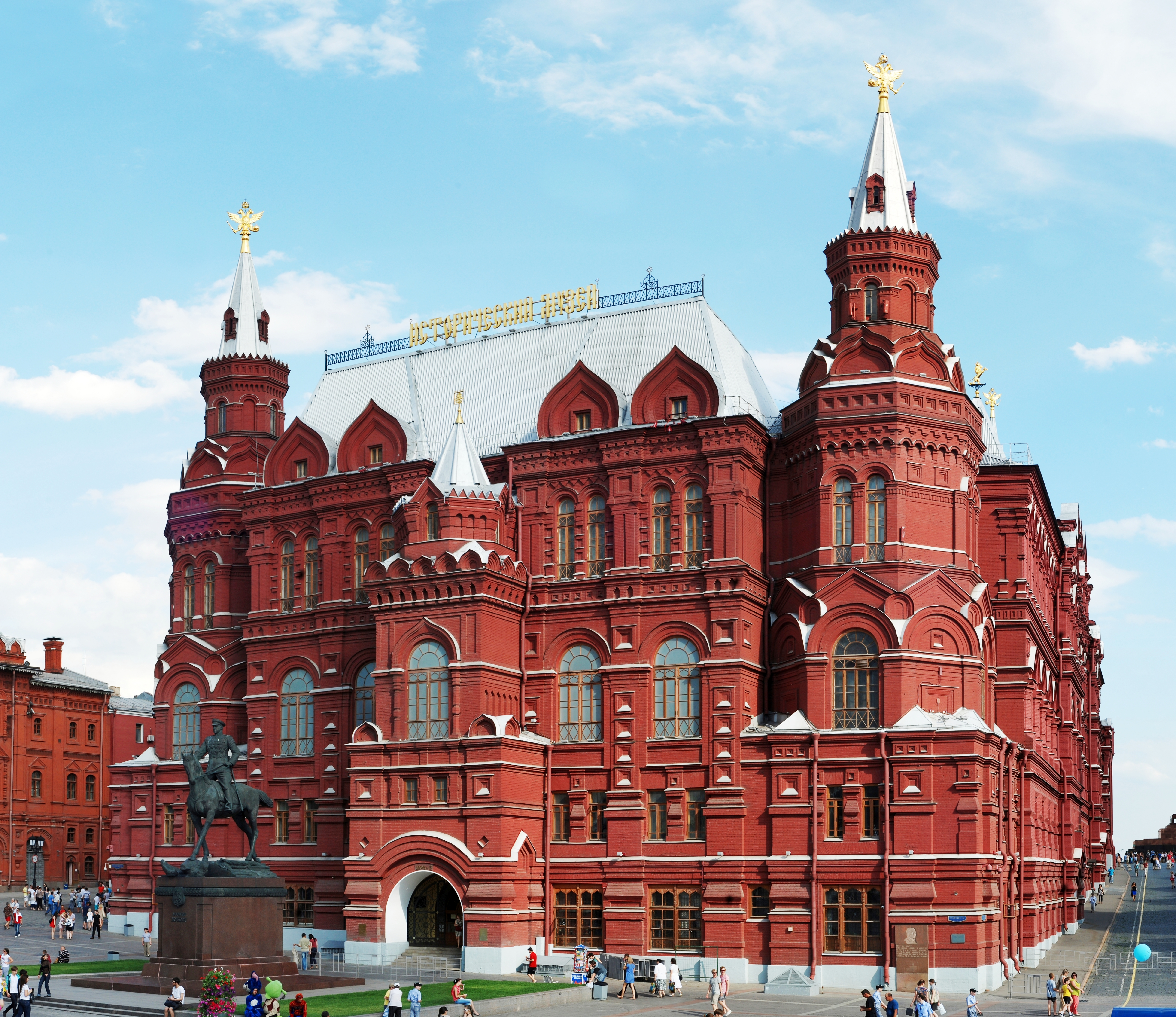
Musée historique d'État, place Rouge, Moscou.
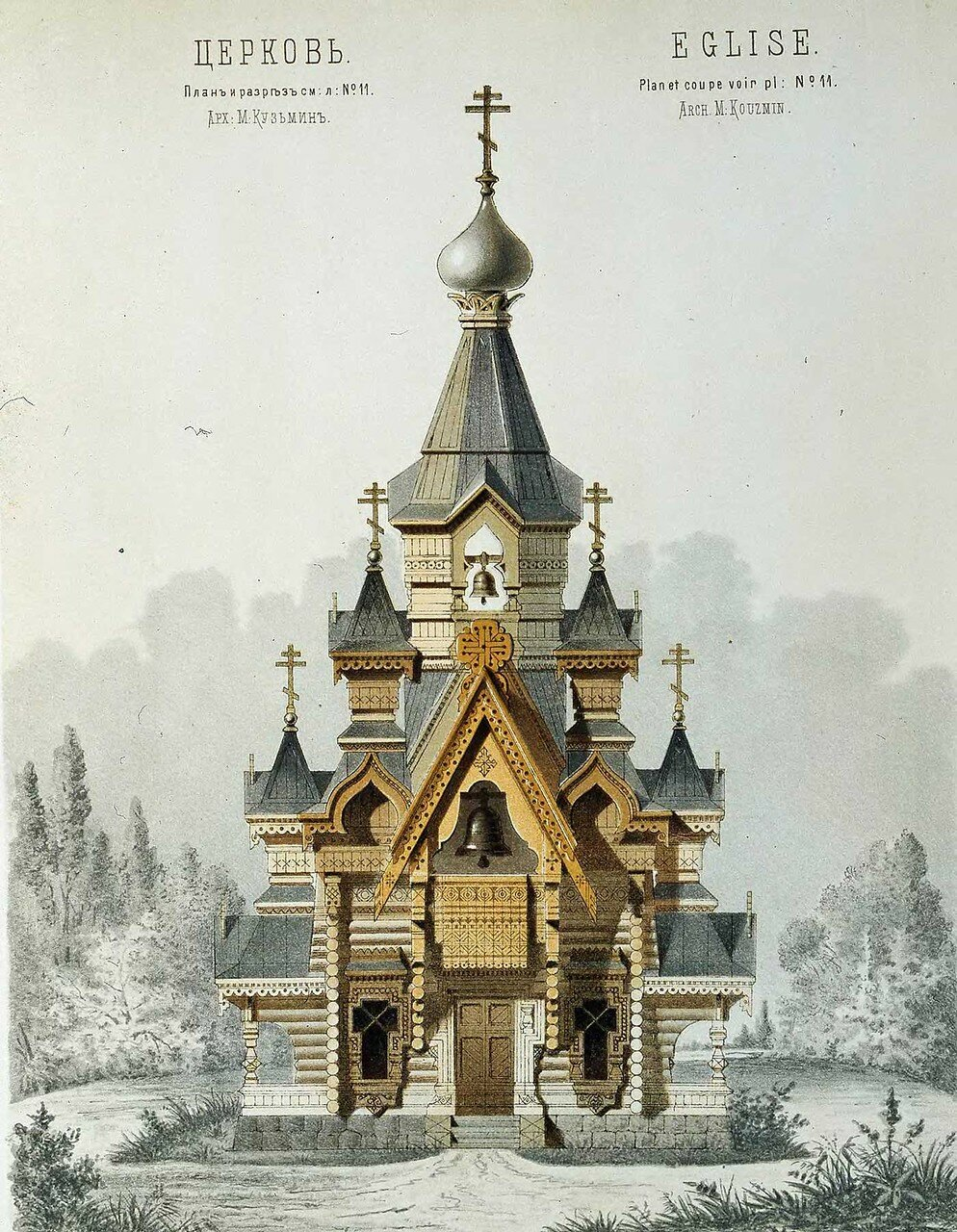
projet d'église pseudo-russe (1878).
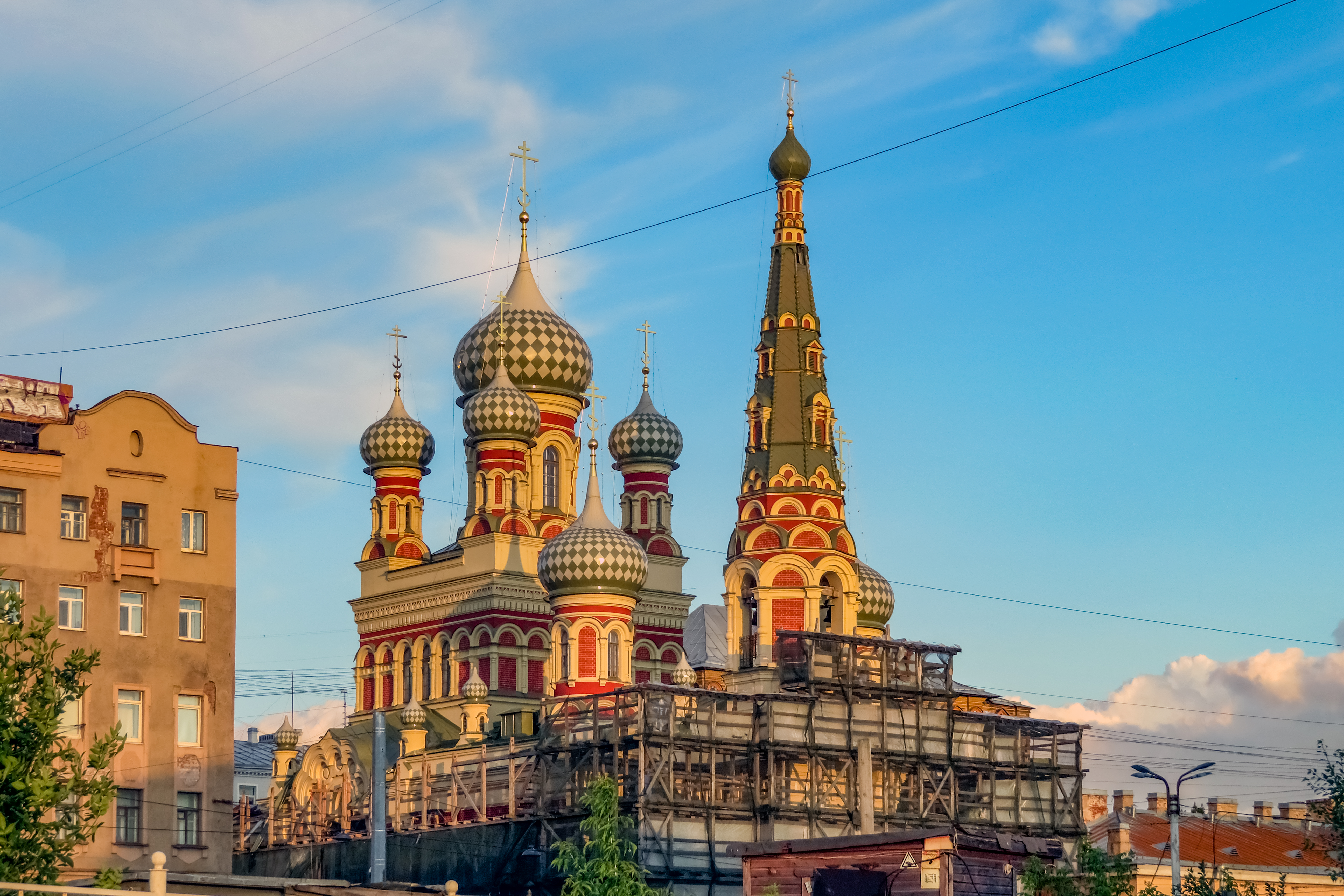
Église de l'Intercession de Saint-Pétersbourg (1889)
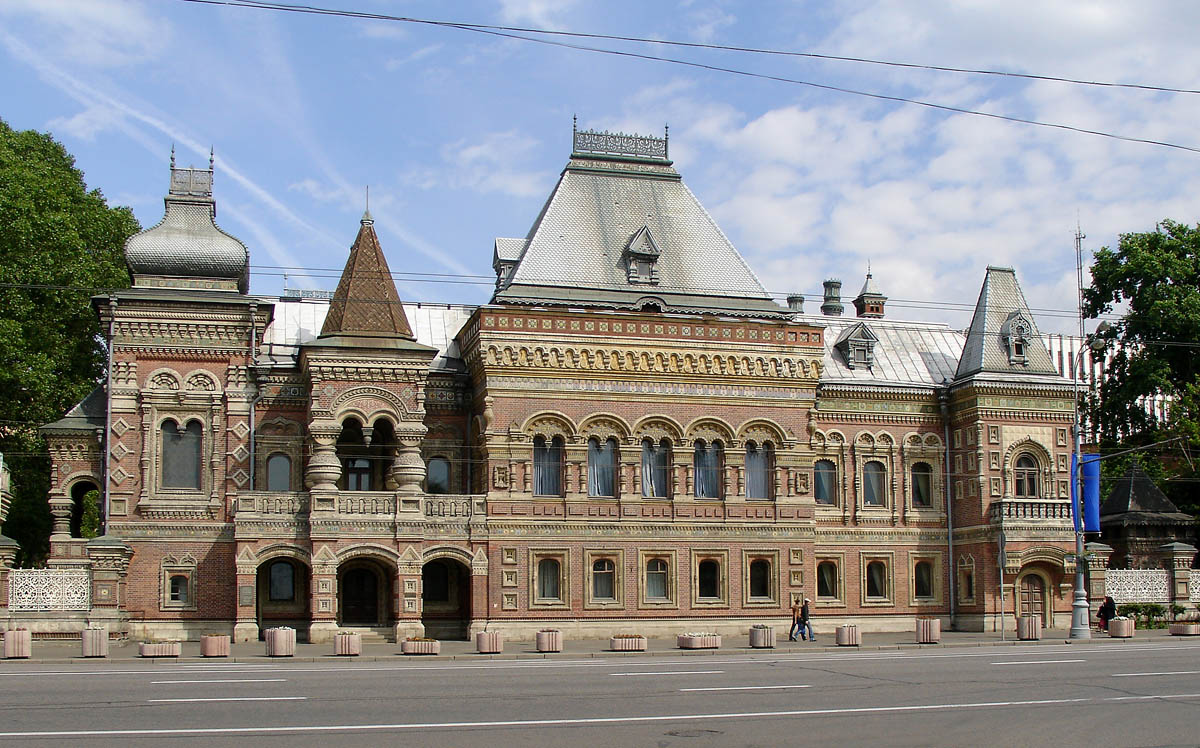
Maison du marchand Igoumnov (1888—1895) (actuellement résidence de l'ambassadeur de France à Moscou).

#### Au début duXXesiècle
Au début du XXe siècle se développe le style néo-russe. Les architectes sont à la recherche de la simplicité de monuments anciens, tels que ceux de Novgorod ou de Pskov et d'autres régions du Nord de la Russie. Les réalisations qui suivent sont parfois empreintes de stylisation dans l'esprit du style romantique national des pays nordiques. À Saint-Pétersbourg, ce style néo-russe trouve à s'appliquer dans les édifices religieux des architectes Vladimir Pokrovski, Stepan Kritchinski, Andreï Aplaxine, Herman Grimm. Mais ils ont construit également dans ce style des maisons d'habitations ou de rapport comme la maison Кoupermane, de l'architecte Alexandre Lichnevski dans la rue Ploutalova.
Un exemple intéressant de style néo-russe (mais avec certains traits modernistes) est l'église de la Sainte-Face de Kliazma, construite en l'honneur des 300 ans de règne de la dynastie Romanov par l'architecte Vassili Motyliov sur des dessins de Sergueï Vachkov (1879—1914), élève de Viktor Vasnetsov en 1913—1916.

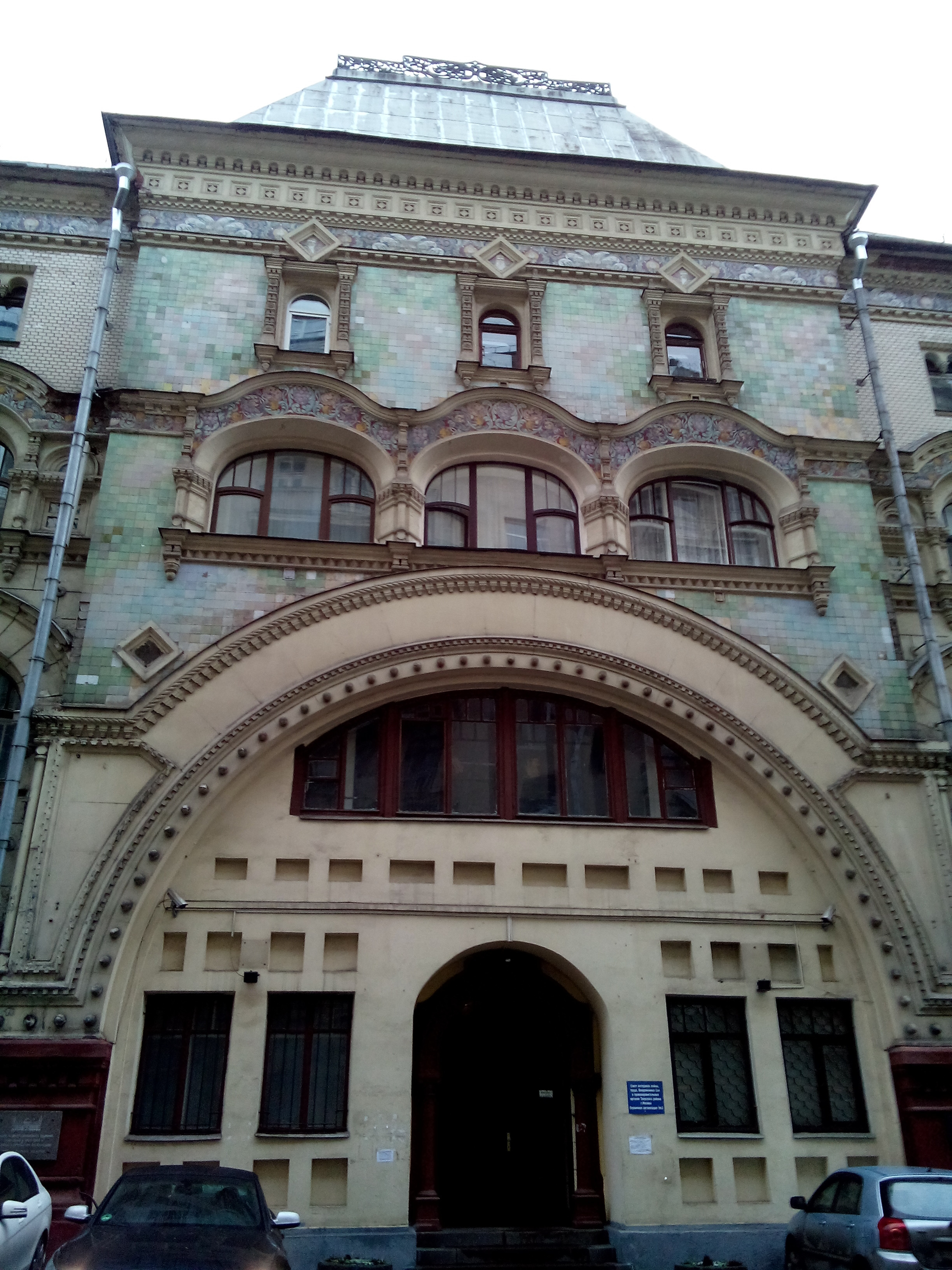
Savvinskoïe Podvorïe.
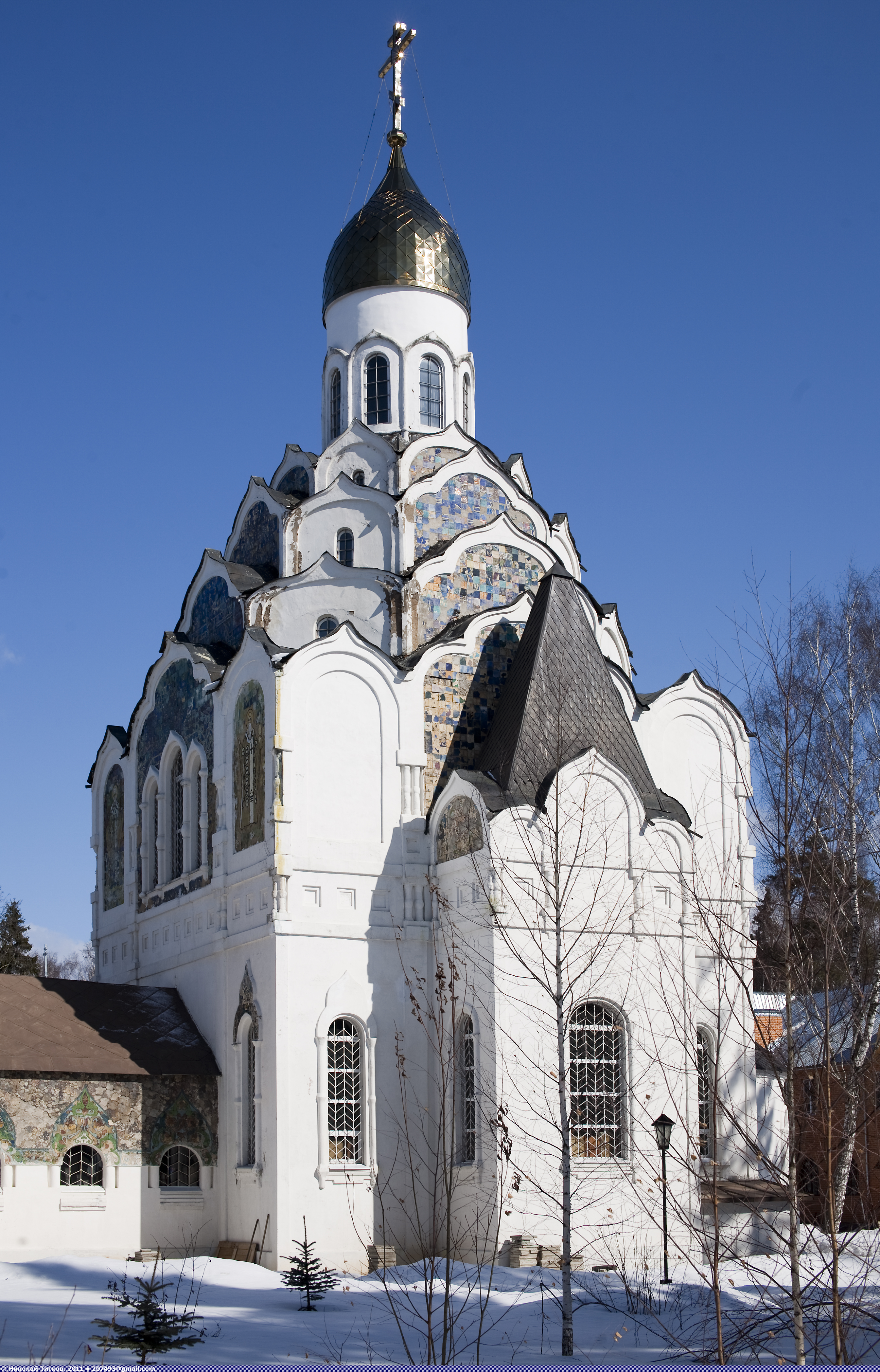
Église de la Sainte-Face de Kliazma.
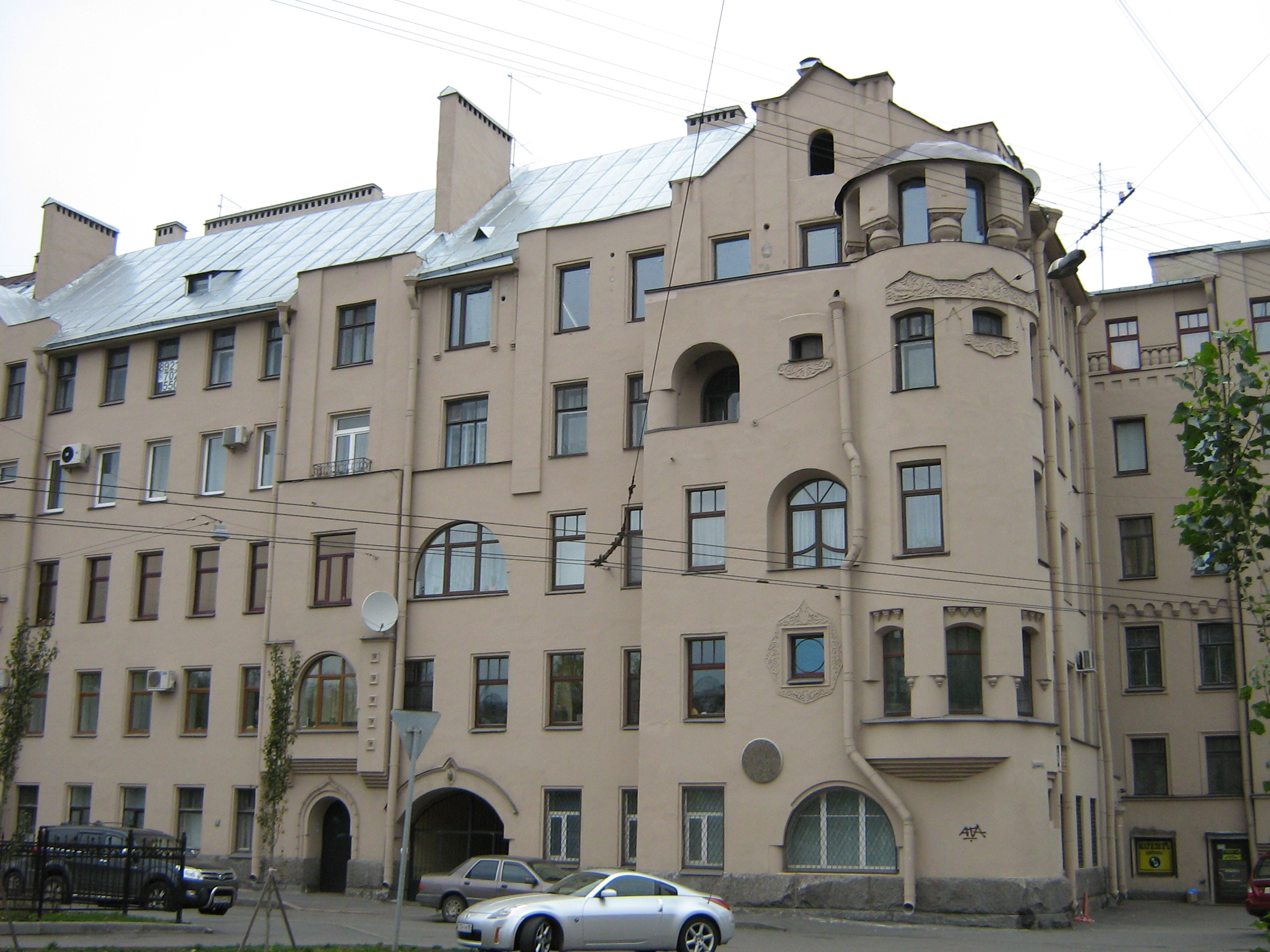
Maison Koupermane à Saint-Pétersbourg.

## Réalisations des architectes

### Victor Vasnetsov
C'est à Victor Vasnetsov que l'on doit les premières expériences architecturales fondées sur l'interprétation émotionnelle du folklore et des contes russes qui font l'originalité du style néo-russe. Dans le domaine de Savva Mamontov à Abramtsevo
il construit une église en pierre. Mais au lieu de recopier les détails architecturaux des églises de Pskov et Novgorod du XIVe siècle il tente de saisir l'esprit, l'ambiance de ces édifices religieux. Il apporte également à l'architecture quelque chose de sa technique de peinture historique d'inspiration épique, proche de l'Art Nouveau. À Moscou il se fait construire dans la rue qui porte maintenant son nom (Vasnetsov péréoulok) une maison de conte de fées exécutée en rondins noircis au dessus de murs enduits de blanc. 
La réalisation la plus connue de Vasnetsov dans le domaine architectural est la Galerie Tretiakov (1900-1905). La façade emblématique est surmontée des armes de la ville de Moscou, sculptées dans la pierre blanche. Vasnetsov crée une métaphore pittoresque de l'antiquité russe sans que ses emprunts ne soient spécifiques. Pour reprendre les termes d'un de ses contemporains elle ressemble à un fleuron de tête d'un manuscrit médiéval. 

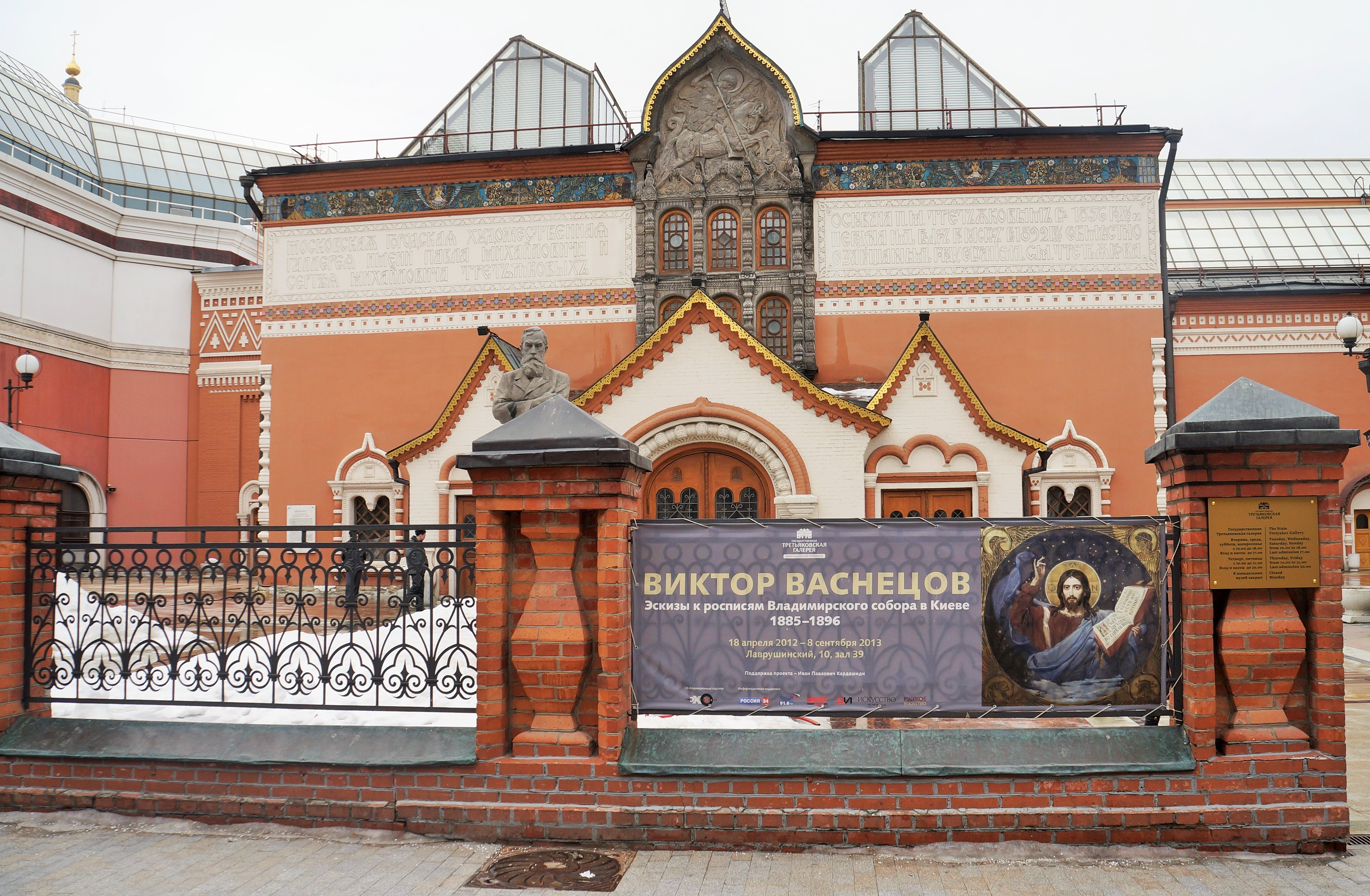
La galerie Tretiakov.
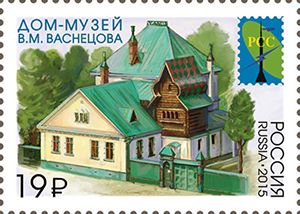
Maison Vasnetsov de Moscou.
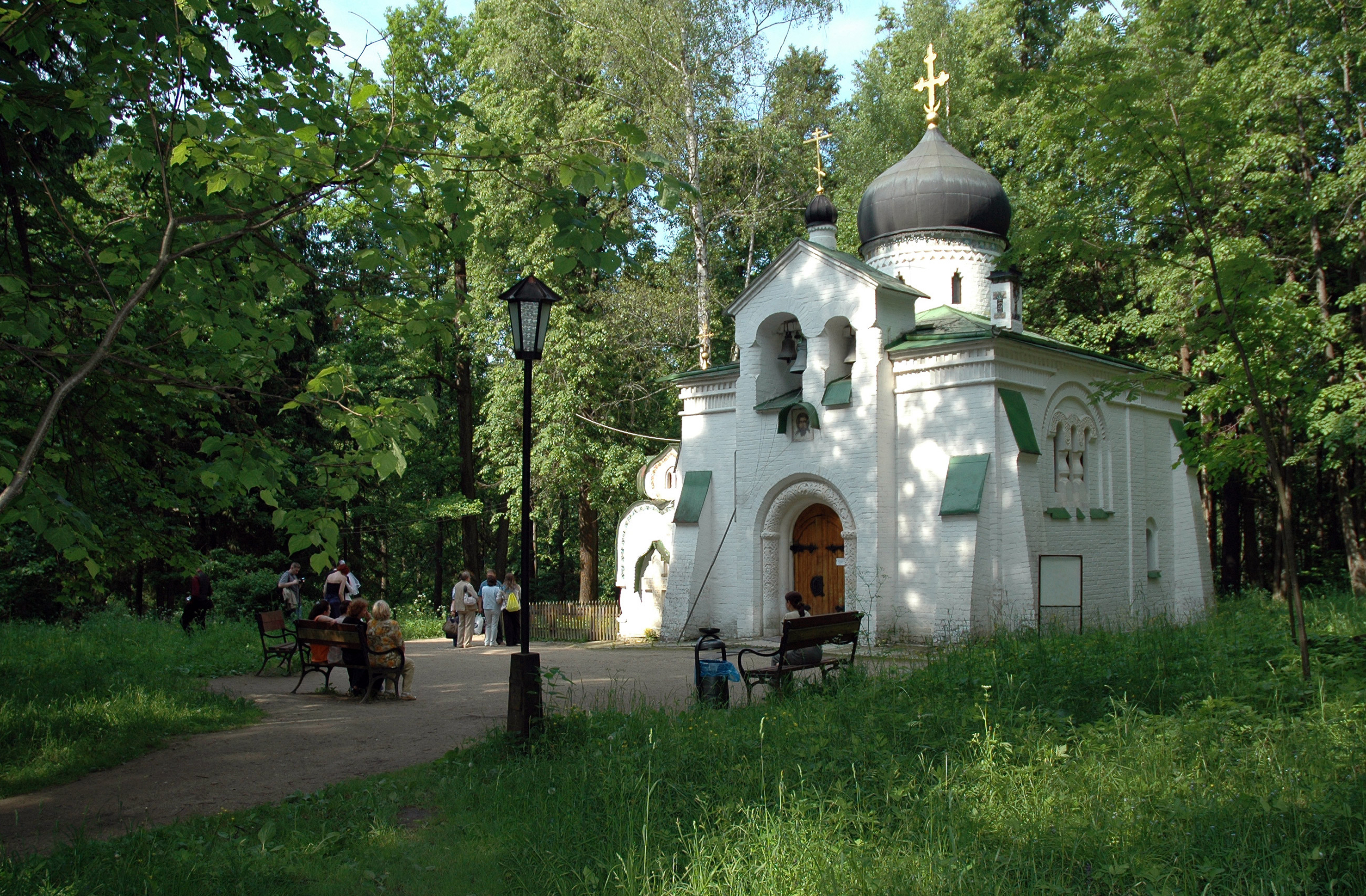
église d'Abramtsevo.

### Sergueï Malioutine
Illustrateur de contes, peintre, Malioutine est également réalisateur d'œuvres fantastiques dans le style néo-russe. On utilisa ses dessins pour bâtir le petit Terem de Talachniko dans le domaine de la grande duchesse Maria Tenicheva. On retrouve le même style dans la maison Pertsov à Moscou (1905-1907). 

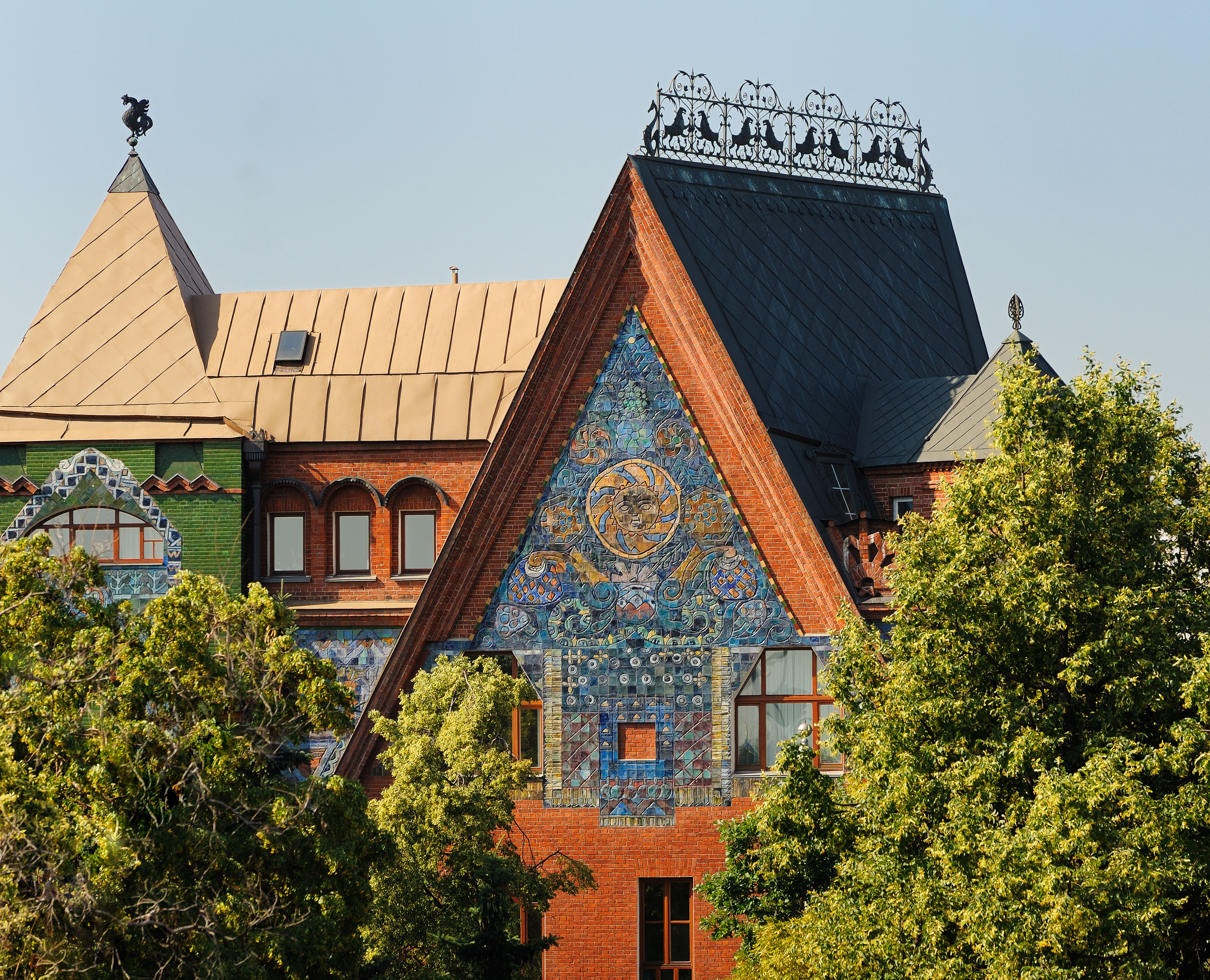
Maison Pertsov.
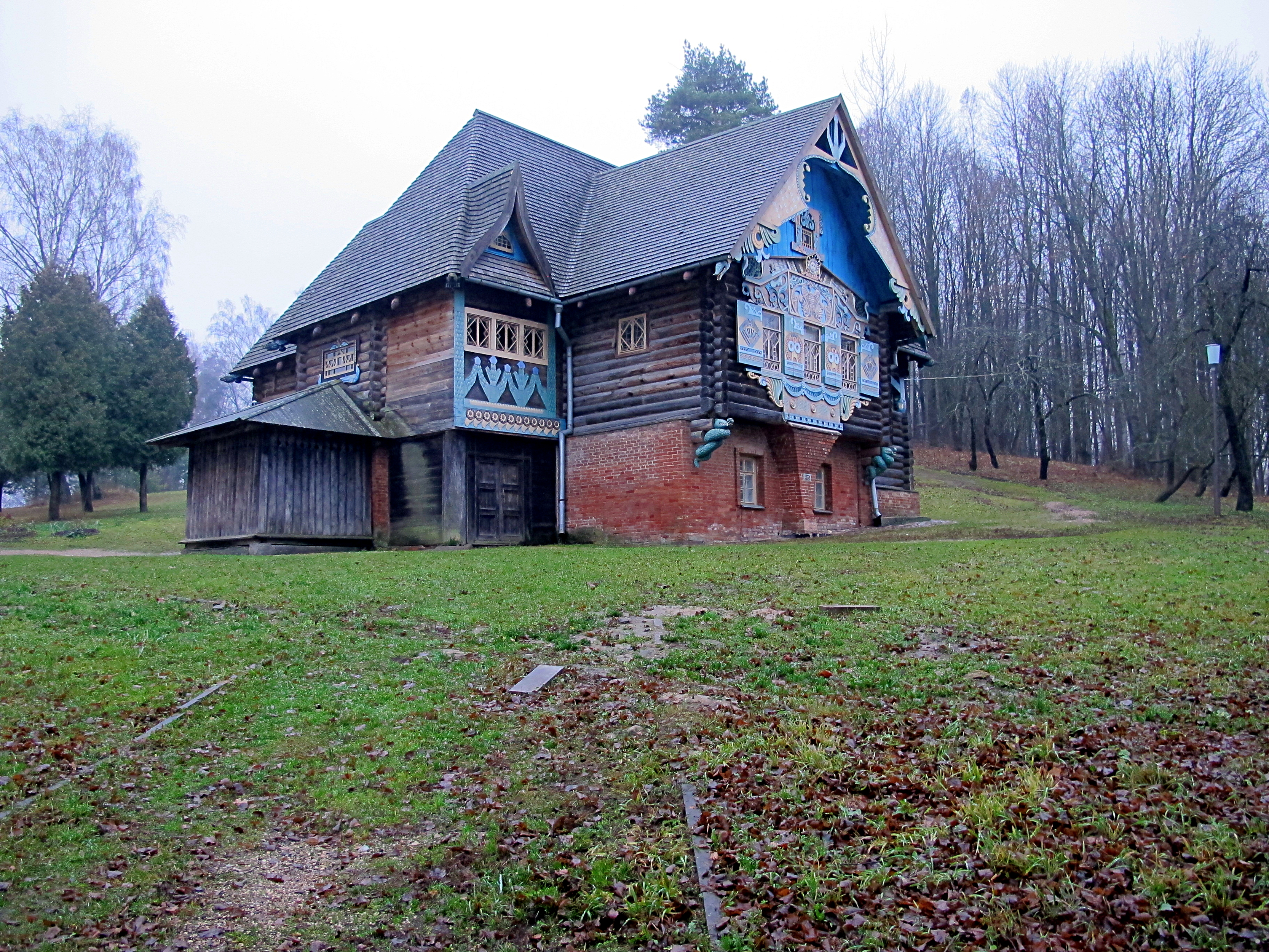
Teremok.

### Franz Schechtel
La construction la plus importante de Schechtel, la gare de Iaroslavl à Moscou, date de 1902-1904, quand le style néo-russe n'était pas encore dégagé de l'Art Nouveau. L'idée de l'architecte est de créer une image synthétique des étendues du Nord de la Russie, telle que les voyageurs les verraient au départ de cette gare. L'architecture de l'ancienne Russie est une source d'inspiration mais Schechtel ne fait pas que la reproduire. Le massif portail en façade semble inviter au voyage. Des majoliques richement colorées sont ajoutées sous les corniches. L'architecte crée une variation sur l'Art Nouveau basée sur des contes et légendes russes plutôt que sur l'histoire. Combinée au concept architectural de l'Art Nouveau le style néo-russe étudie minutieusement l'architecture de l'ancienne Russie pour en identifier les principes de base et aboutit à une perception purement artistique et affective. 

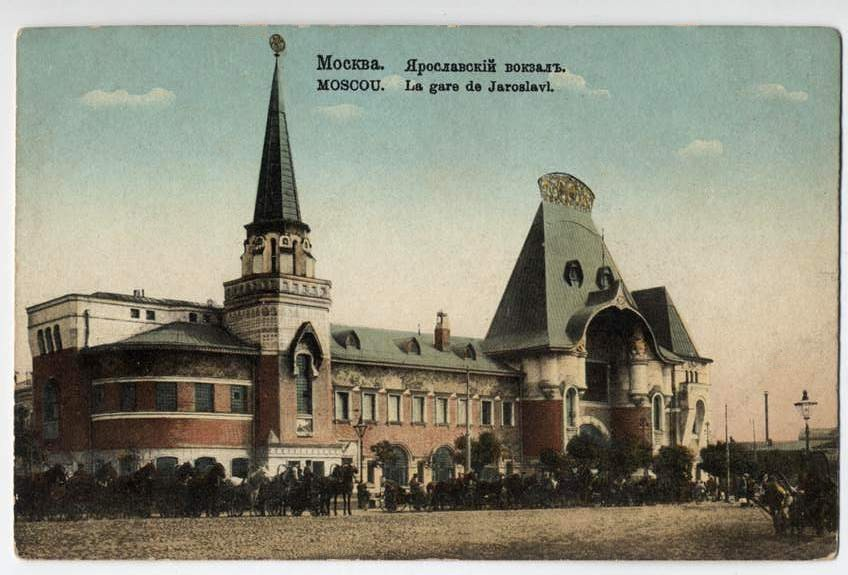
Gare de Iaroslavl à Moscou.

### Alekseï Chtchoussev
Contrairement à ses prédécesseurs qui étaient peintres et plutôt des dilettantes dans le domaine de l'architecture, Chtchoussev est un archéologue et restaurateur de bâtiments doublé d'un professionnel de l'architecture. Entre 1904 et 1911 il restaure la cathédrale Saint-Basile d'Ovroutch (XIIe siècle) en Ukraine. L'église de Koulikovo près de Toula (sur le site de la bataille de 1380, qui marqua le début de la libération russe du joug mongolo-tatar) est une de ses œuvres néo-russes les plus remarquables. La symétrie est brisée par des irrégularités comme les tours flanquant le portail qui sont de formes différentes. La distribution des fenêtres semble être choisie au hasard. L'église tire de ses imprécisions et de ses irrégularités une image vivante, imparfaite et sculptée.
La gare de Kazan à Moscou, commencée en 1913, est terminée sous le régime soviétique en 1926. Des prototypes de différentes époques ont été utilisés pour les différentes parties de la gare qui imite un groupe de bâtiments de l'architecture de l'ancienne Russie. La tour principale reproduit la tour à gradin du kremlin de Kazan. Chtchoussev proposa de doter l'intérieur du bâtiment de peintures à des artistes de l'époque attirés par l'Art nouveau. Ce souhait ne fut pas exaucé et seul Eugène Lanceray peignit plus tard le plafond du restaurant. 
Le couvent des Saintes-Marthe-et-Marie est bâti entre 1908 et 1912. Chtchoussev y interprète finement l'architecture pittoresque de Pskov et Novgorod. Mais si la silhouette générale est traditionnelle elle n'en exprime pas moins une émotionnalité sincère malgré certaines outrances dues à ses asymétries et ses formes pittoresques. 

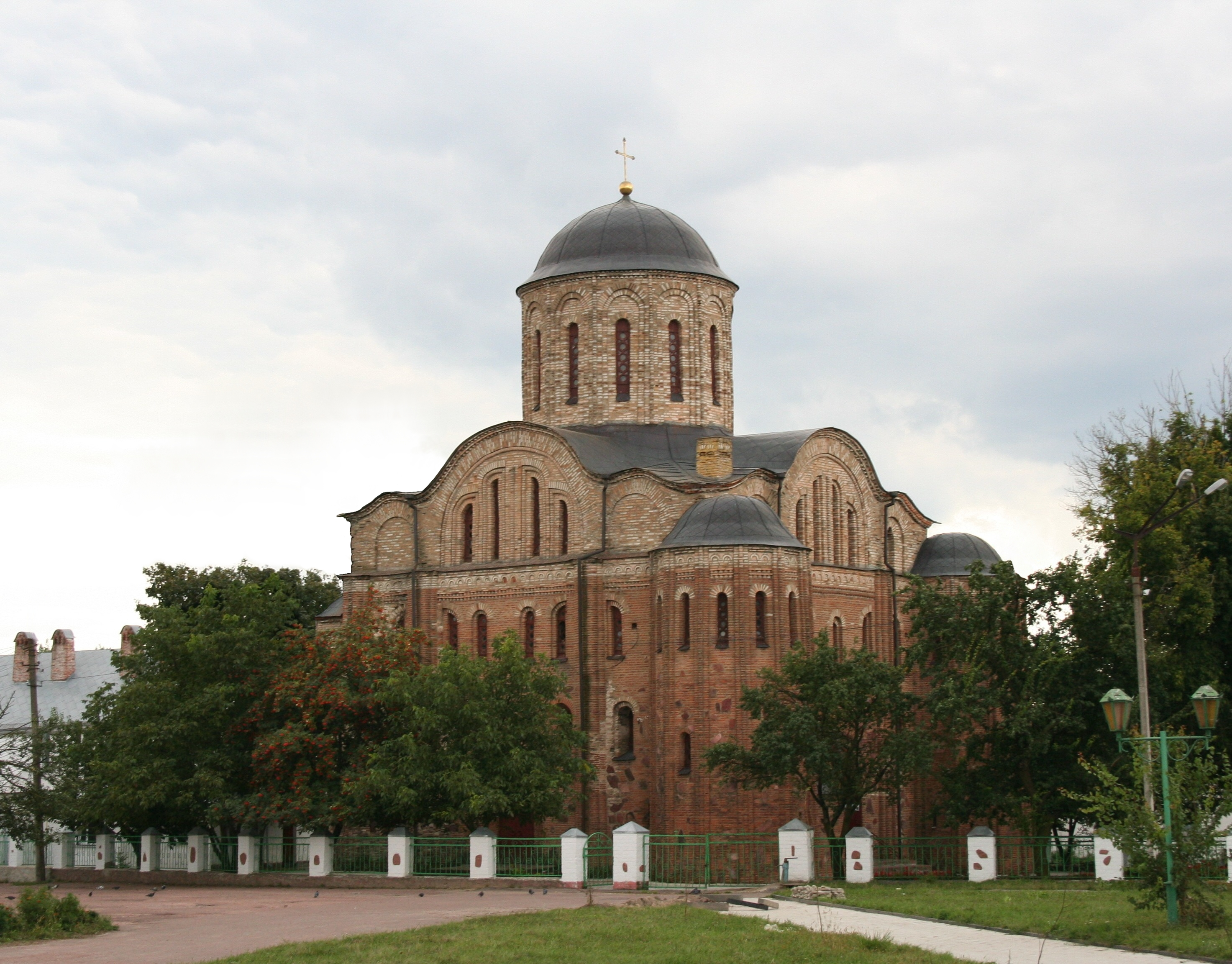
Saint-Basile à Ovroutch.
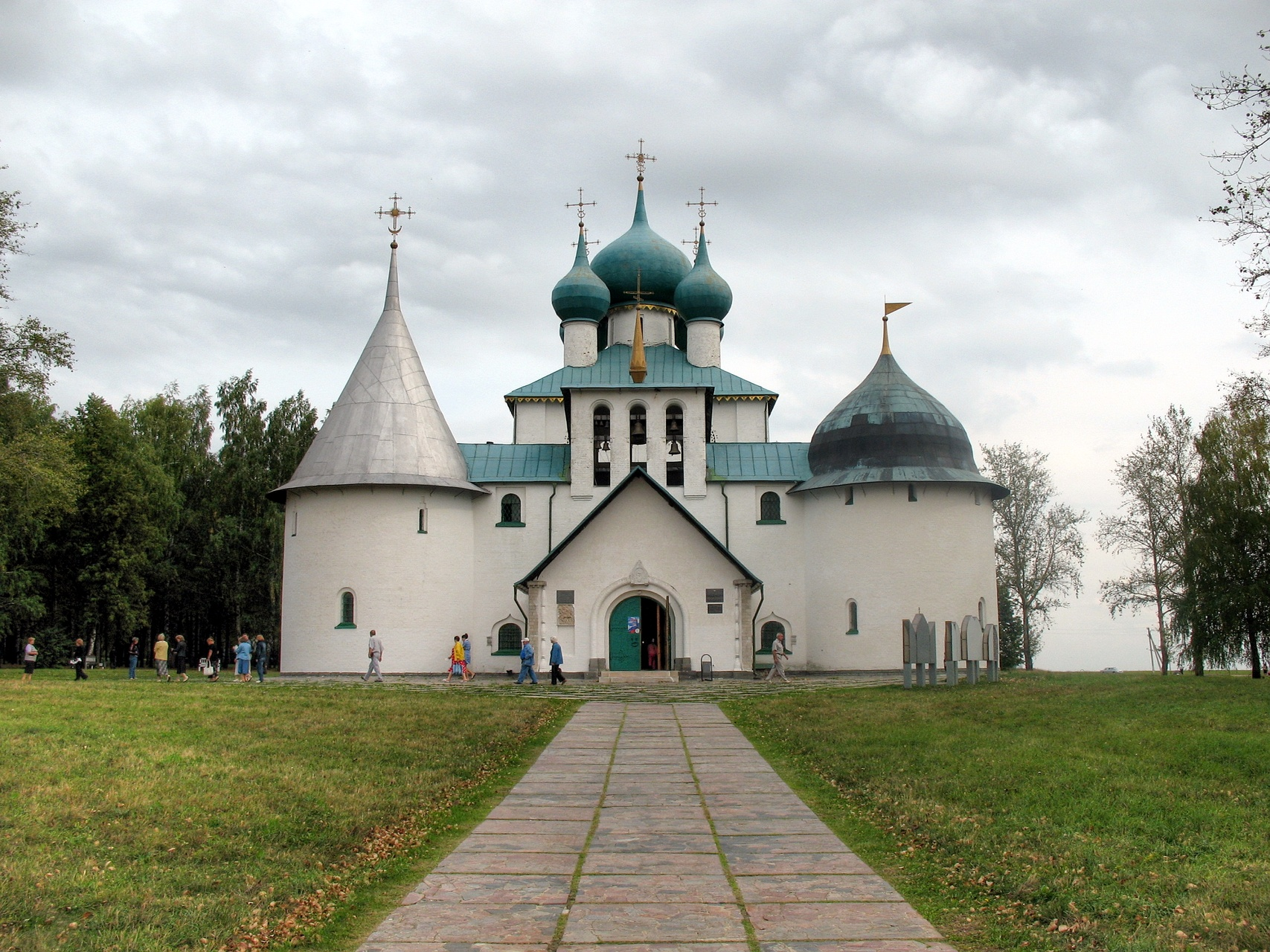
Église de Koulikovo.
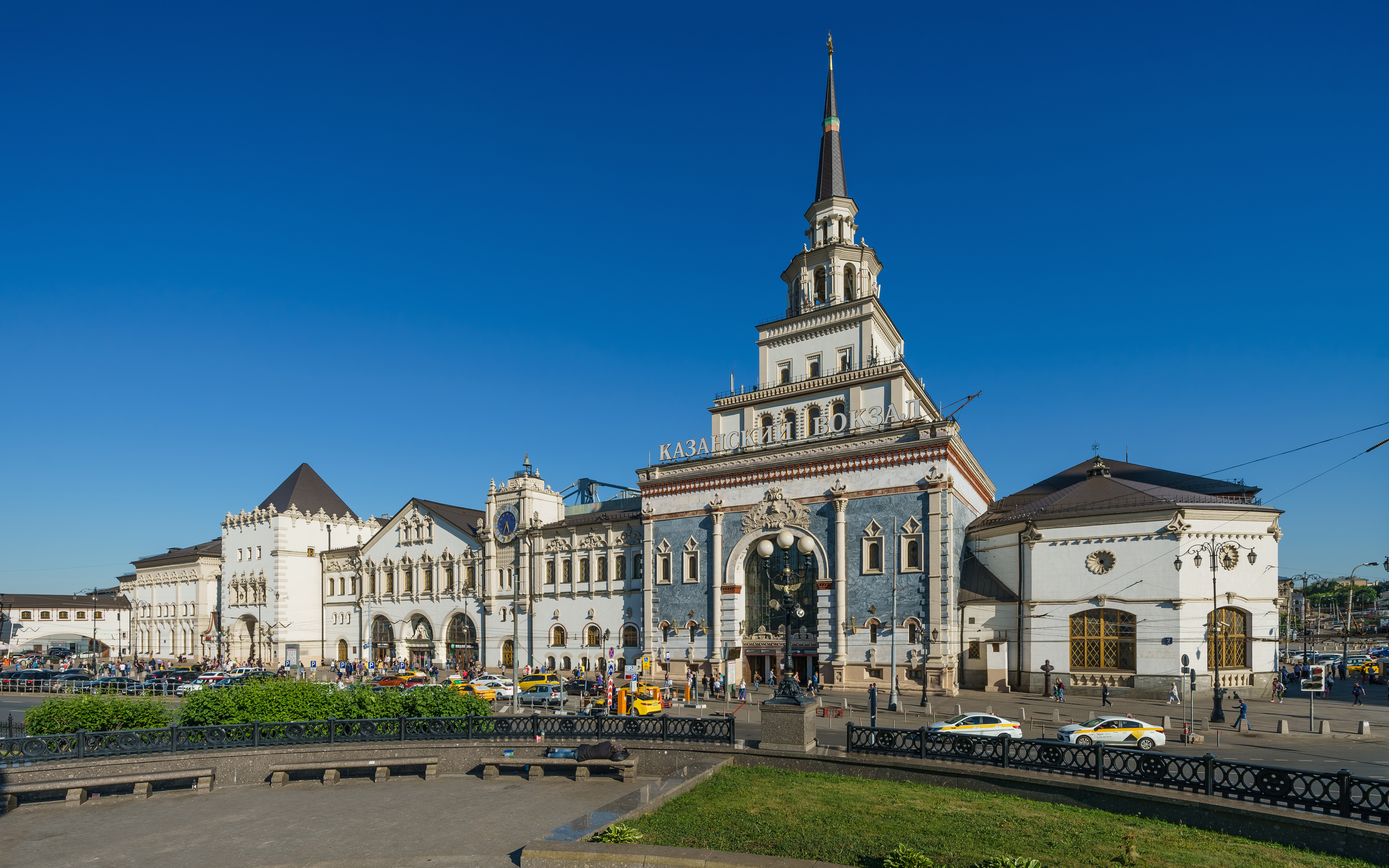
Gare de Kazan à Moscou.
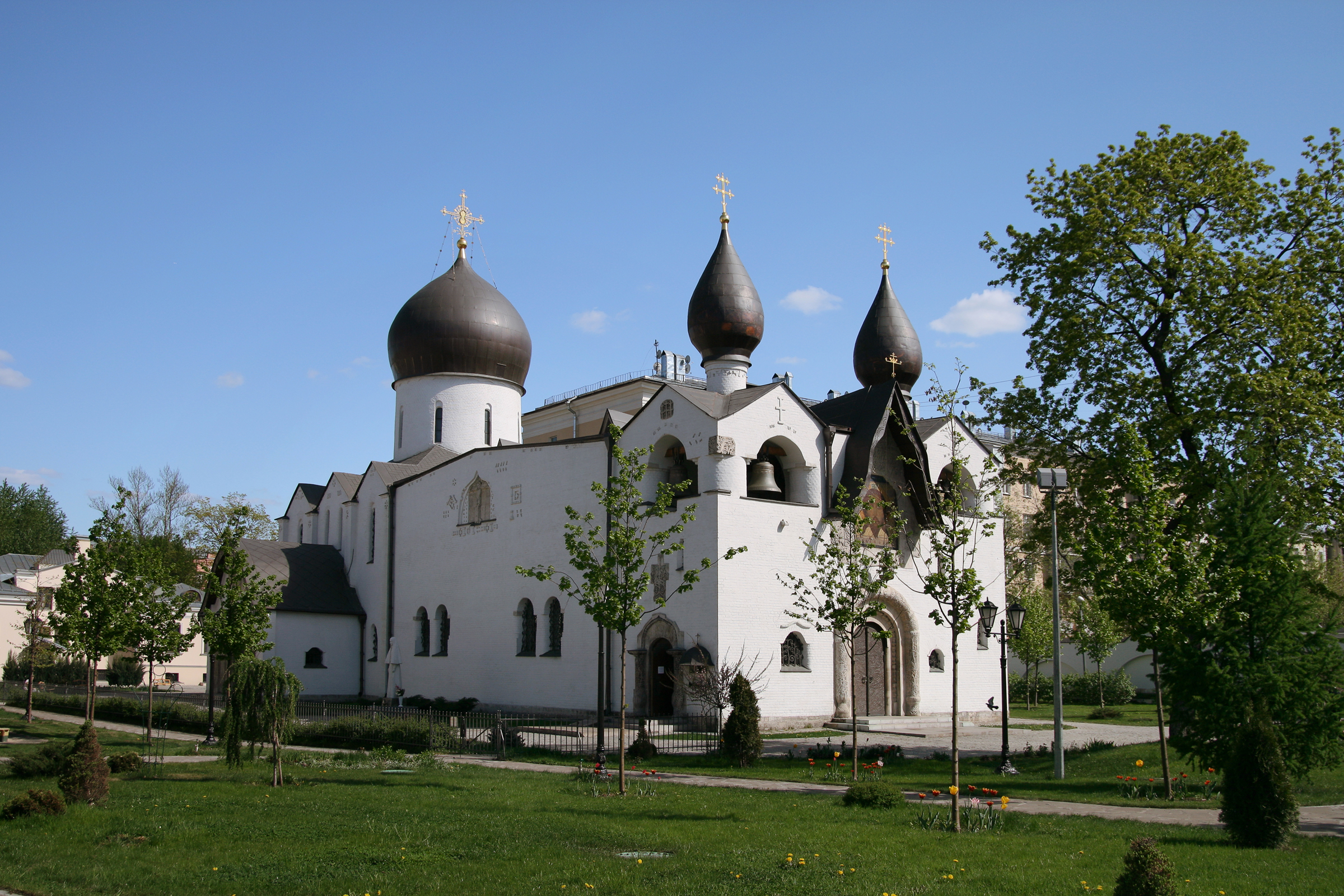
Couvent des Saintes-Marthe-et-Marie.

### Vladimir Pokrovski
Pokrovski est l'architecte de la caserne Fiodorovski, construite à Pouchkine (ville) près de Tsarskoe Selo. La caserne qui devait servir pour les gardes du dernier empereur fut conçue comme un décor de théâtre dans le style néo-russe. Son modèle général était l'architecture russe médiévale. Le complexe était en fait une reproduction à l'échelle du kremlin de Rostov. Ses bâtiments sont unis par des murs comportant des tours. En 1911 l'édification d'une cathédrale est entreprise sur base des plans de Pokrovski. Ses formes sont trapues et sa silhouette pyramidale est surmontée d'un énorme bulbe. Ces constructions à la veille de la révolution d'Octobre ne furent pas terminées entièrement à l'époque et restèrent en partie inachevées. 
Le siège de la succursale de la Banque d'État de la ville de Nijni Novgorod est également dû à l'architecte Pokrovski. Elle est édifiée entre 1910 et 1913. Le perron est flanqué de deux tours rondes. Les baies ne correspondent pas à la décoration censée évoquer l'architecture russe du XVIIe siècle. Les peintures murales intérieures sont réalisées à partir de cartons d'Ivan Bilibine. 

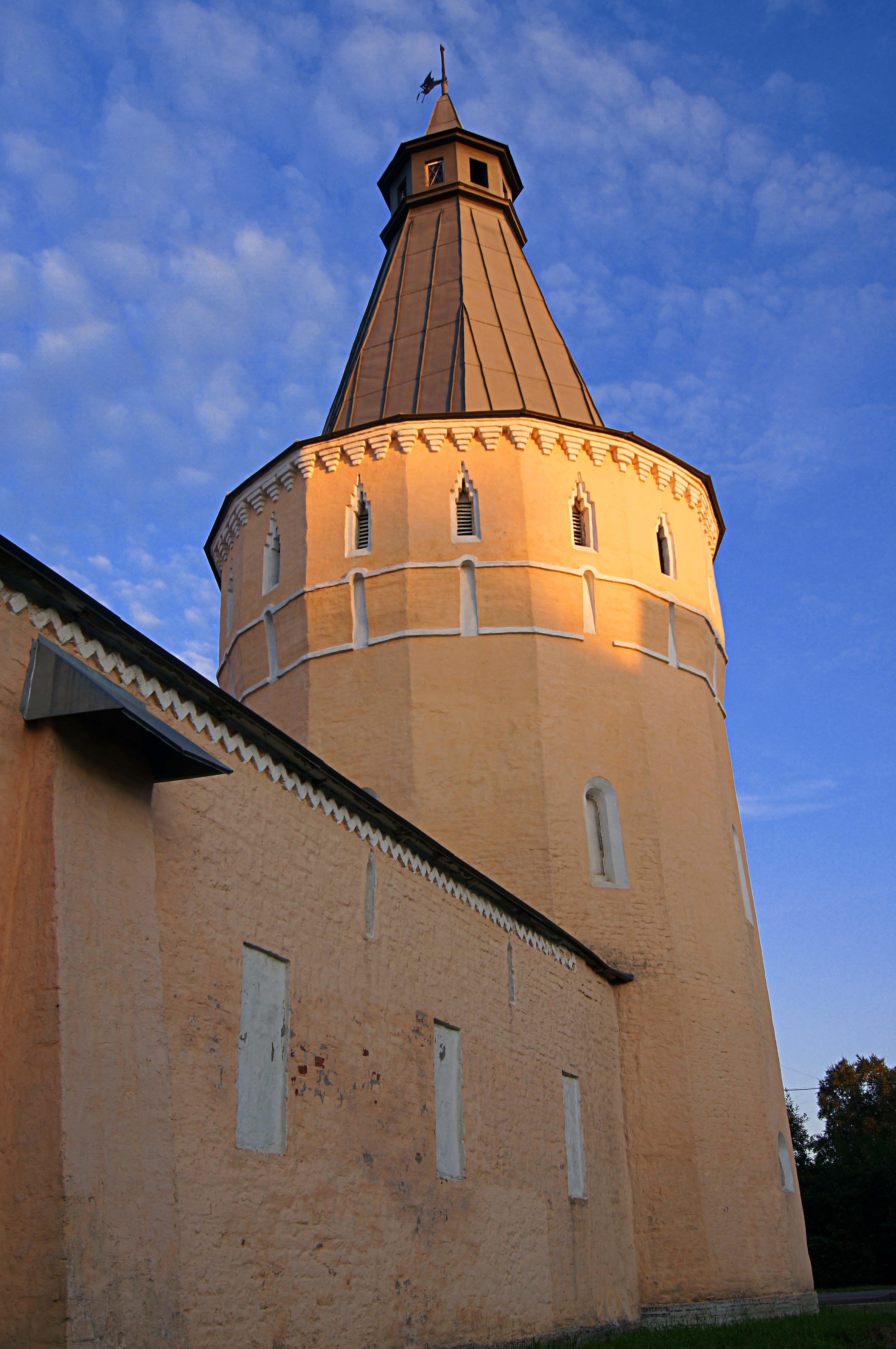
Casernes de Tsarskoe Selo.
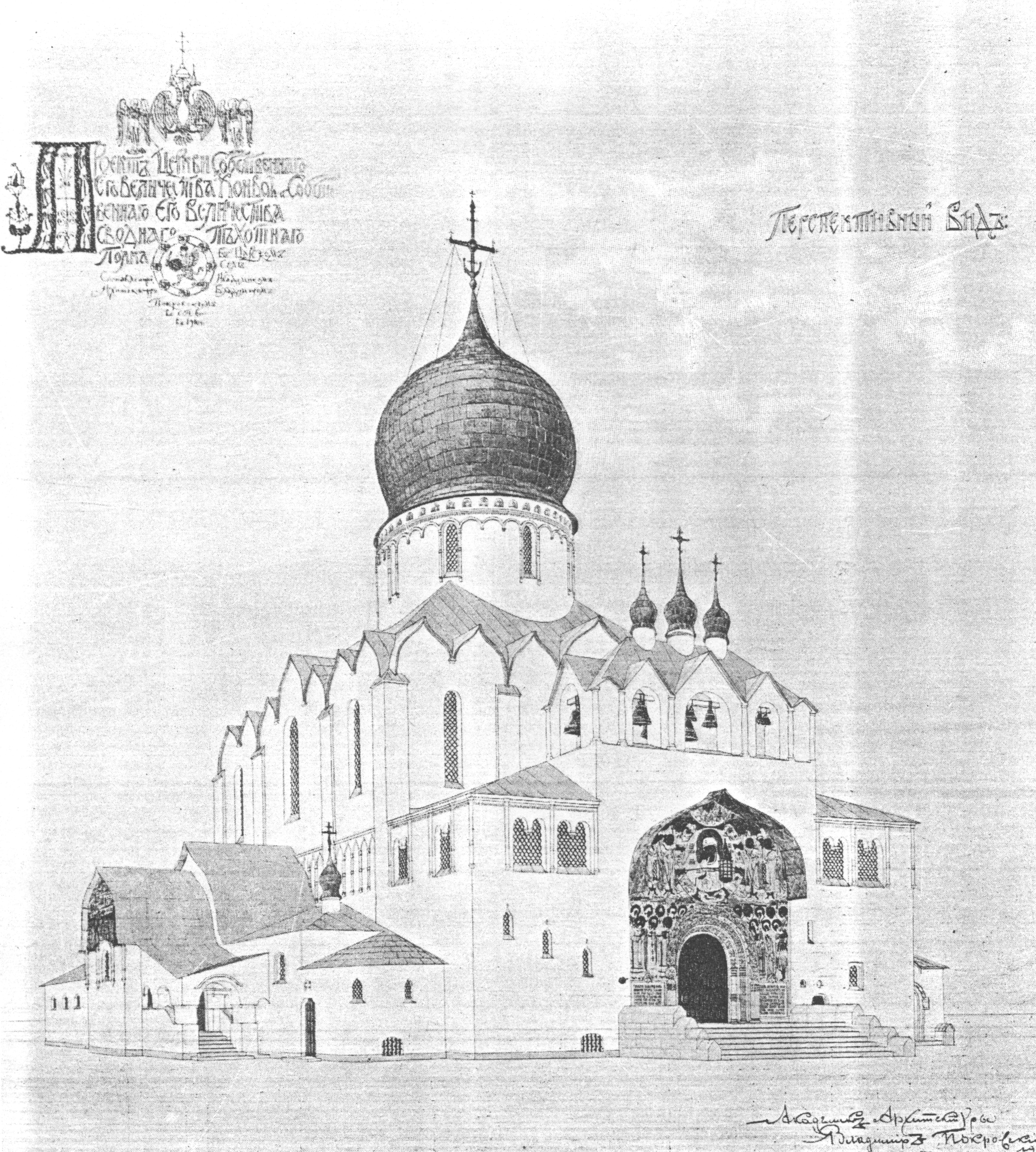
Plan de la Cathédrale de Féodorovsky.
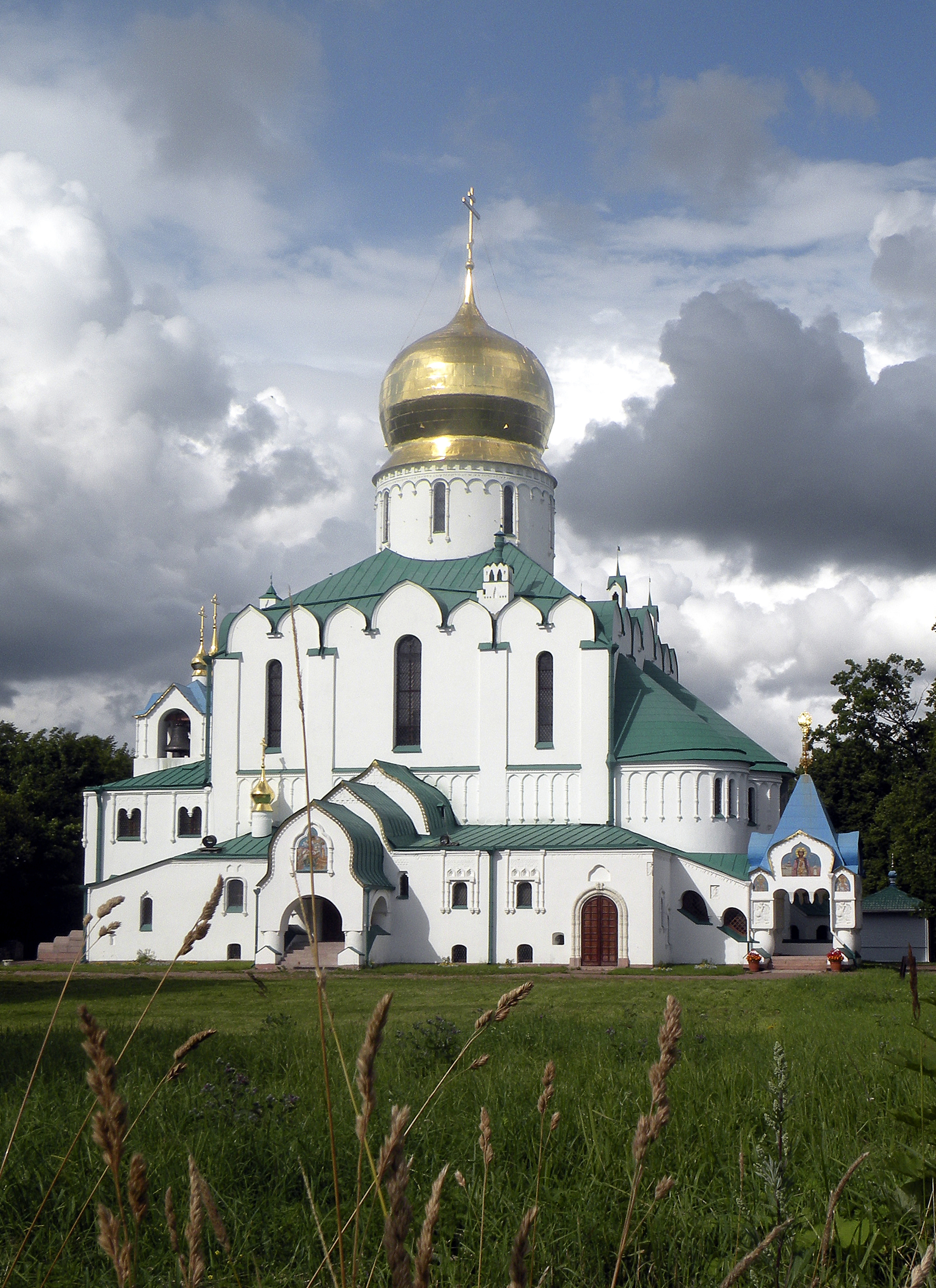
Cathédrale Féodorovsky.
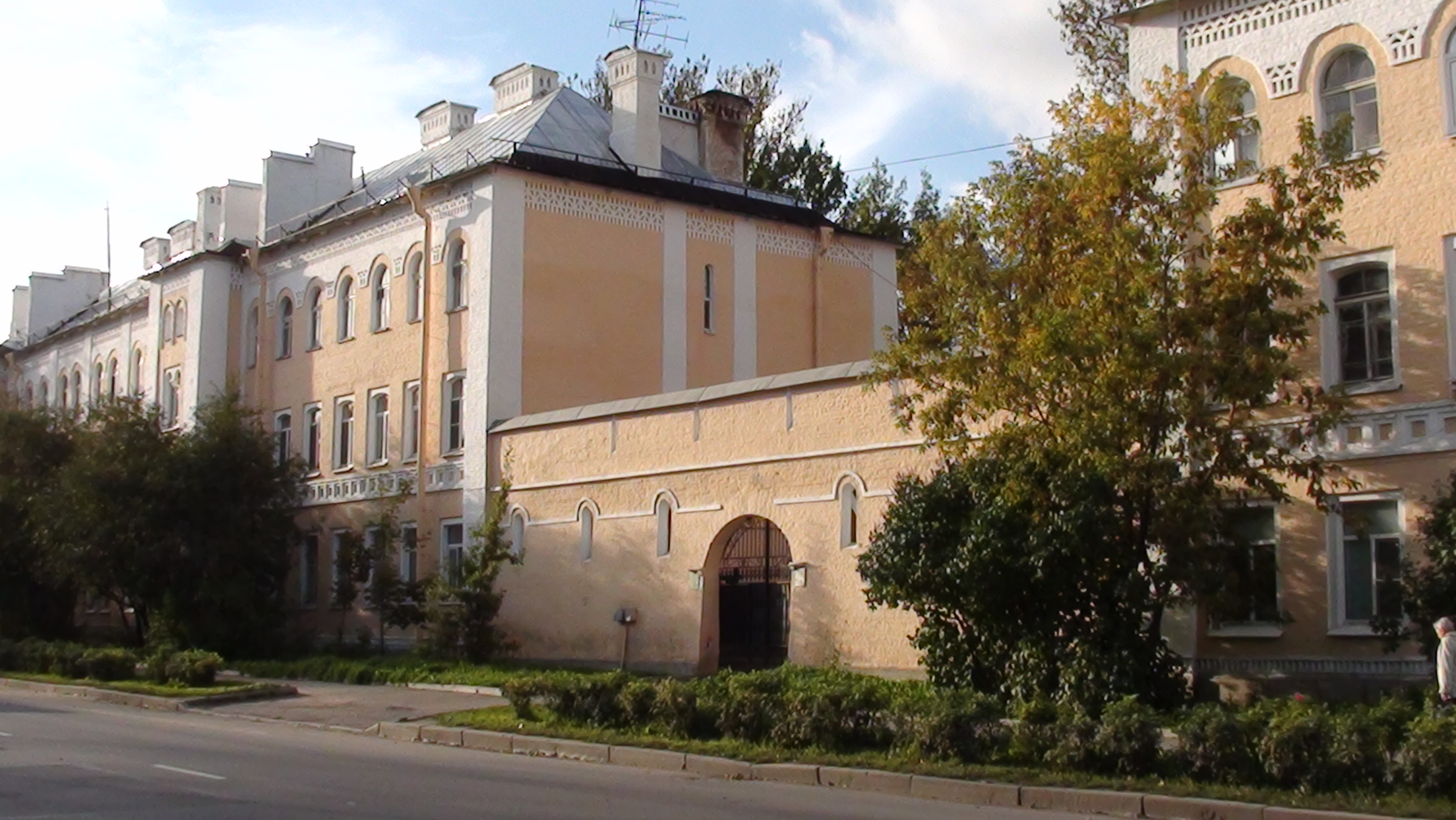
Porte de la caserne de Tsarskoe Selo.
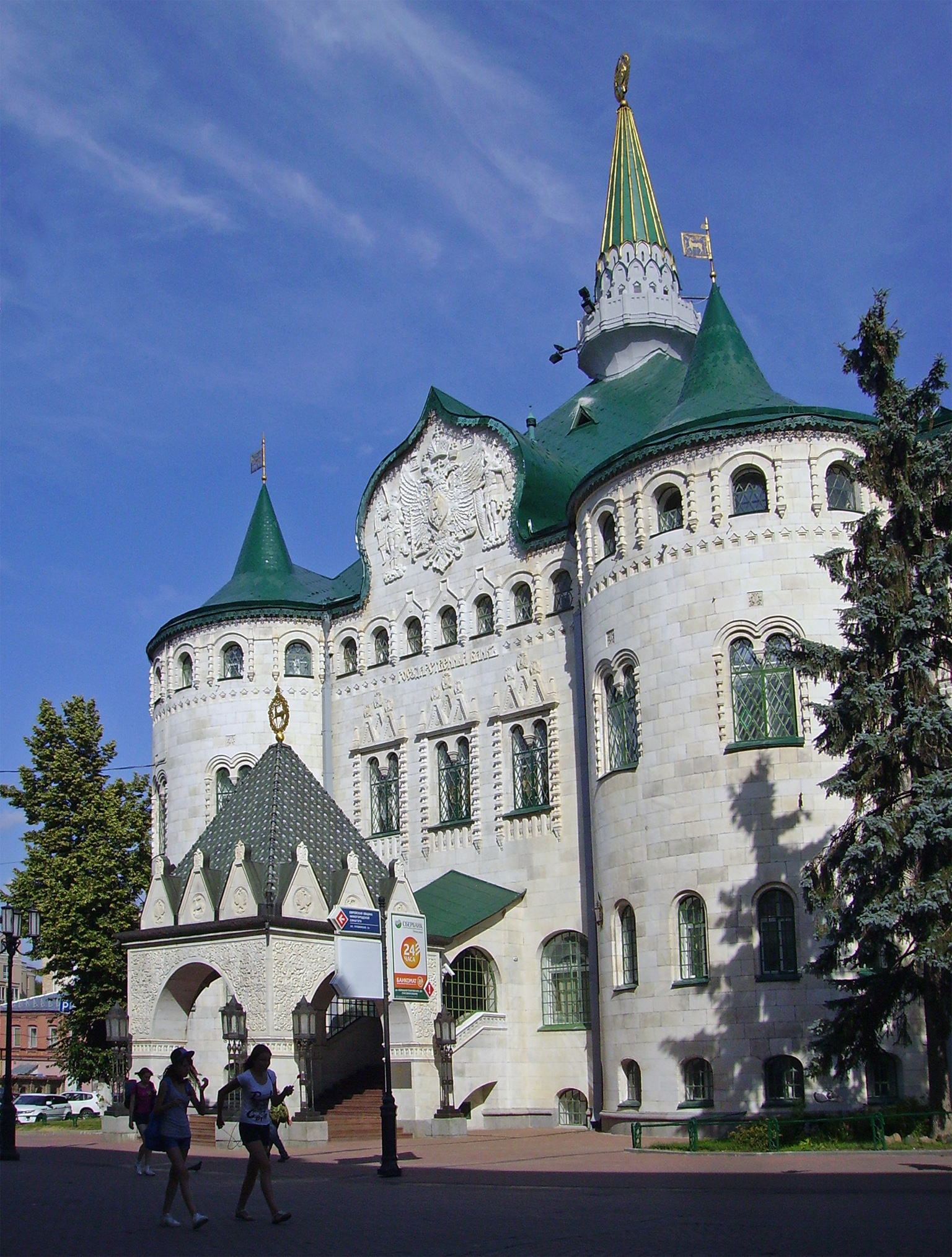
Banque d'État à Nijni Novgorod.